# Borek Szlachecki

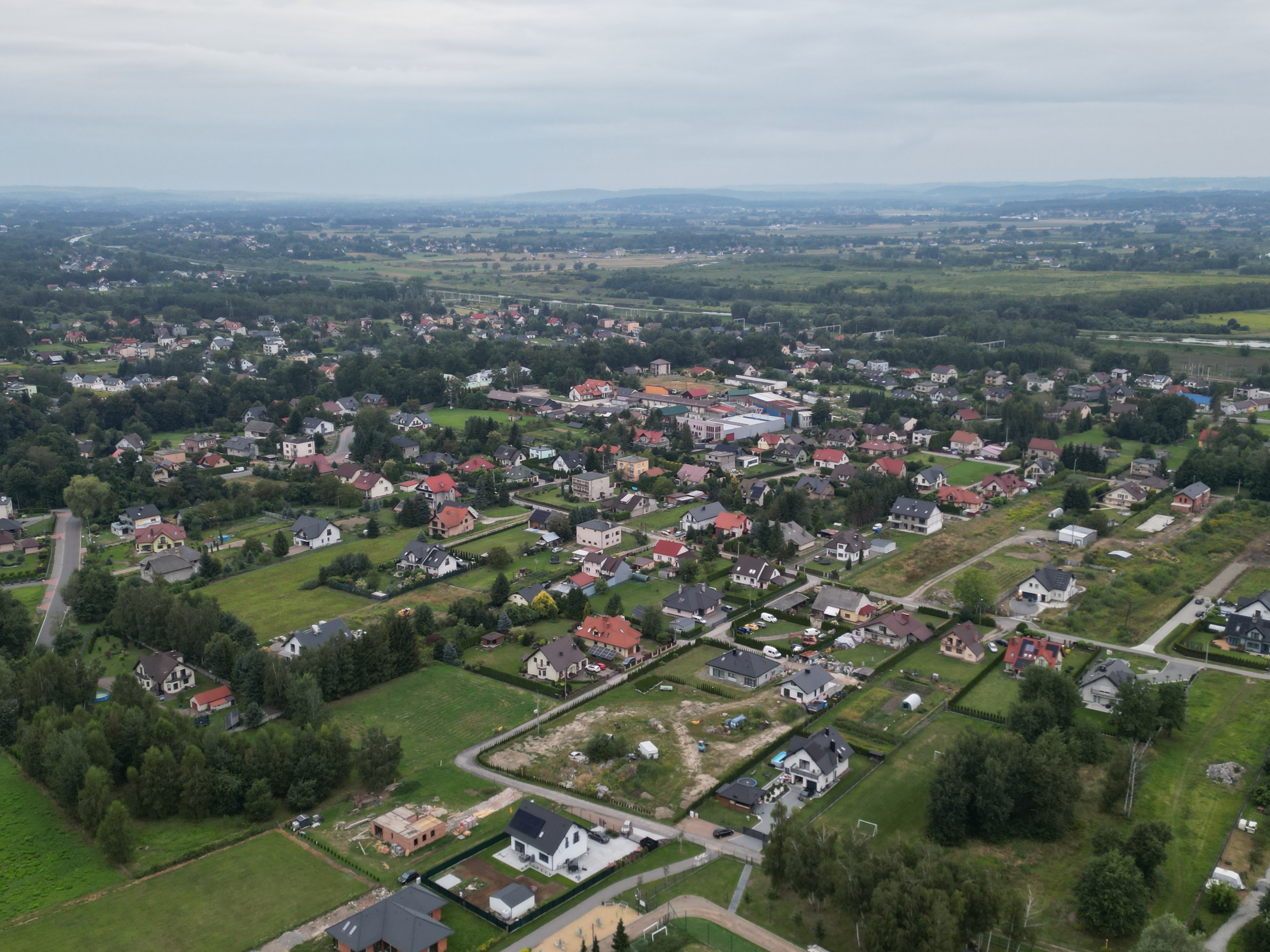
Panorama Borku

Borek Szlachecki – wieś w Polsce położona w województwie małopolskim, w powiecie krakowskim, w gminie Skawina, przy drodze krajowej nr 44.
W latach 1954–1961 wieś należała i była siedzibą władz gromady Borek Szlachecki, po jej zniesieniu w gromadzie Skawina. W latach 1975–1998 miejscowość administracyjnie należała do województwa krakowskiego.
W Borku Szlacheckim na Kanale Łączańskim znajduje się śluza o najwyższym spadzie w Polsce (12,0 m). Jej długość wynosi 85 m, a szerokość 12 m. Czas śluzowania w górę i dół 45 min.
We wsi znajduje się siedziba parafii Zwiastowania Pańskiego.

## Zabytki
- dwór